# Associazione Calcio Cesena 1975-1976
Questa voce raccoglie le informazioni riguardanti l'Associazione Calcio Cesena nelle competizioni ufficiali della stagione 1975-1976.

## Stagione
Consolidato l'organico con gli acquisti di Mario Frustalupi e Giancarlo Oddi, il Cesena iniziò la stagione 1975-1976 sfiorando la qualificazione nel 3º girone, alla fase finale della Coppa Italia, perdendola solo a causa della peggior differenza reti nei confronti del Napoli, che vincerà questo Trofeo a Giugno.

Tre degli artefici della storica annata cesenate, culminata con la qualificazione in Coppa UEFA; da sinistra: il neoacquisto Frustalupi, il capitano Cera e il nuovo allenatore zonista Marchioro.

In campionato il Cesena per questa stagione allenato da Giuseppe Marchioro si mantenne per buona parte del torneo nelle posizioni medio-alte di classifica: ottenendo il sesto posto finale in graduatoria, grazie alla miglior differenza reti nei confronti del Bologna (raggiunto all'ultimo turno grazie a un pareggio contro il Torino), con questo piazzamento i romagnoli poterono comunque esordire in Europa grazie alla successiva affermazione del club napoletano in Coppa Italia, che liberò un posto in zona UEFA.
Lo scudetto è stato vinto dal Torino con 45 punti davanti alla Juventus con 43 punti. Retrocedono l'Ascoli, il Como e il Cagliari.

## Divise
| Prima divisa |

## Organigramma societario
Area direttiva
- Presidente: Dino Manuzzi
- Segretario generale: Piero Sarti
- Segretario: Piero Ascione

Area tecnica
- Allenatore: Giuseppe Marchioro

Area sanitaria
- Medici sociali: G. D'Altri ed E. Righini
- Massaggiatore: Francesco Agnoletti

## Rosa
| N. |                   | Ruolo | Calciatore                |
| -- | ----------------- | ----- | ------------------------- |
|    | Italia (bandiera) | P     | Lamberto Boranga          |
|    | Italia (bandiera) | P     | Adriano Bardin            |
|    | Italia (bandiera) | P     | Angelo Venturelli         |
|    | Italia (bandiera) | D     | Giampiero Ceccarelli      |
|    | Italia (bandiera) | D     | Giancarlo Oddi            |
|    | Italia (bandiera) | D     | Pierluigi Cera (capitano) |
|    | Italia (bandiera) | D     | Luigi Danova              |
|    | Italia (bandiera) | D     | Giuseppe Zaniboni         |
|    | Italia (bandiera) | D     | Sergio Zuccheri           |
|    | Italia (bandiera) | C     | Gabriele Valentini        |

| N. |                   | Ruolo | Calciatore          |
| -- | ----------------- | ----- | ------------------- |
|    | Italia (bandiera) | C     | Sauro Petrini       |
|    | Italia (bandiera) | C     | Battista Festa      |
|    | Italia (bandiera) | C     | Mario Frustalupi    |
|    | Italia (bandiera) | C     | Giorgio Rognoni     |
|    | Italia (bandiera) | A     | Giovanni Urban      |
|    | Italia (bandiera) | A     | Gianluca De Ponti   |
|    | Italia (bandiera) | A     | Ivo Perissinotto    |
|    | Italia (bandiera) | A     | Giorgio Bittolo     |
|    | Italia (bandiera) | A     | Giuliano Bertarelli |
|    | Italia (bandiera) | A     | Giorgio Mariani     |

## Risultati

### Serie A

#### Girone di andata
| Milano 5 ottobre 1975 1ª giornata | Inter                        | 0 – 0 | Cesena | Stadio San Siro\| Arbitro: \| Agnolin (Bassano del Grappa) \| |
| Arbitro:                          | Agnolin (Bassano del Grappa) |       |        |                                                               |

| Arbitro: | Lazzaroni (Milano) |

|                         |           |  |
| Frustalupi 3’ Urban 47’ | Marcatori |  |

| Arbitro: | Gialluisi (Barletta) |

|                            |           |  |
| G. Savoldi 45’ Braglia 52’ | Marcatori |  |

| Arbitro: | Ciacci (Firenze) |

|                       |           |                        |
| Frustalupi 54’ (rig.) | Marcatori | 80’ (rig.) Magistrelli |

| Ascoli Piceno 9 novembre 1975 5ª giornata | Ascoli            | 0 – 0 | Cesena | Stadio Cino e Lillo Del Duca\| Arbitro: \| Barboni (Firenze) \| |
| Arbitro:                                  | Barboni (Firenze) |       |        |                                                                 |

| Arbitro: | Mascali (Desenzano del Garda) |

|                                           |           |               |
| M. Nappi 30’ (aut.) Frustalupi 66’ (rig.) | Marcatori | 58’ M. Scarpa |

| Arbitro: | Gussoni (Tradate) |

|                                     |           |                                                |
| Capello 49’ Bettega 52’ Gentile 81’ | Marcatori | 21’ (rig.) Frustalupi 40’ Urban 66’ S. Petrini |

| Cesena 7 dicembre 1975 8ª giornata | Cesena          | 0 – 0 | Bologna | Stadio La Fiorita\| Arbitro: \| Menegali (Roma) \| |
| Arbitro:                           | Menegali (Roma) |       |         |                                                    |

| Arbitro: | Lapi (Firenze) |

|          |           |                        |
| Riva 49’ | Marcatori | 58’ Urban 76’ Zuccheri |

| Arbitro: | Mascia (Milano) |

|                                              |           |  |
| Frustalupi 13’ (rig.) Urban 27’ Zuccheri 66’ | Marcatori |  |

| Arbitro: | Panzino (Catanzaro) |

|                                |           |                          |
| Garlaschelli 12’ Chinaglia 75’ | Marcatori | 19’ Zuccheri 84’ Rognoni |

| Arbitro: | Gonella (Torino) |

|             |           |                  |
| Rognoni 41’ | Marcatori | 7’ Della Martira |

| Arbitro: | R. Lattanzi (Roma) |

|                         |           |                       |
| Danova 33’ De Ponti 77’ | Marcatori | 66’ (rig.) E. Calloni |

| Como 25 gennaio 1976 14ª giornata | Como                         | 0 – 0 | Cesena | Stadio Giuseppe Sinigaglia\| Arbitro: \| Agnolin (Bassano del Grappa) \| |
| Arbitro:                          | Agnolin (Bassano del Grappa) |       |        |                                                                          |

| Arbitro: | Menegali (Roma) |

|              |           |           |
| Zuccheri 41’ | Marcatori | 25’ Pecci |

#### Girone di ritorno
| Arbitro: | Menicucci (Firenze) |

|                                             |           |                                           |
| Frustalupi 74’ (rig.) Giubertoni 85’ (aut.) | Marcatori | 18’ (aut.) Cera 48’ Cesati 90’ Boninsegna |

| Arbitro: | Gussoni (Tradate) |

|                                |           |                                      |
| S. Pellegrini 24’ Casaroli 53’ | Marcatori | 60’ (rig.) Frustalupi 75’ Bertarelli |

| Arbitro: | Ciacci (Firenze) |

|  |           |            |
|  | Marcatori | 7’ Juliano |

| Arbitro: | Lazzaroni (Milano) |

|  |           |                |
|  | Marcatori | 17’ Bertarelli |

| Arbitro: | Barbaresco (Cormons) |

|                              |           |            |
| Festa 6’ Ceccarelli 41’, 81’ | Marcatori | 4’ Zandoli |

| Arbitro: | Frasso (Capua) |

|          |           |  |
| Curi 11’ | Marcatori |  |

| Arbitro: | Serafino (Roma) |

|                     |           |             |
| Bertarelli 48’, 60’ | Marcatori | 11’ Damiani |

| Arbitro: | Benedetti (Roma) |

|                                            |           |                                        |
| Clerici 3’, 72’ Cresci 17’ Chiodi 74’, 89’ | Marcatori | 7’ Ceccarelli 24’ Bertarelli 66’ Urban |

| Cesena 4 aprile 1976 24ª giornata | Cesena           | 0 – 0 | Cagliari | Stadio La Fiorita\| Arbitro: \| Falasca (Chieti) \| |
| Arbitro:                          | Falasca (Chieti) |       |          |                                                     |

| Arbitro: | Lenardon (Siena) |

|                          |           |                        |
| Busatta 68’ Mascetti 79’ | Marcatori | 65’ Urban 86’ De Ponti |

| Cesena 18 aprile 1976 26ª giornata | Cesena               | 0 – 0 | Lazio | Stadio La Fiorita\| Arbitro: \| Barbaresco (Cormons) \| |
| Arbitro:                           | Barbaresco (Cormons) |       |       |                                                         |

| Arbitro: | Serafino (Roma) |

|                                |           |             |
| Desolati 14’, 80’ Beatrice 62’ | Marcatori | 49’ Bittolo |

| Arbitro: | Schena (Foggia) |

|                             |           |           |
| Biasiolo I 35’ De Nadai 80’ | Marcatori | 84’ Urban |

| Arbitro: | Gonella (Torino) |

|                     |           |  |
| Urban 64’ Festa 78’ | Marcatori |  |

| Arbitro: | Casarin (Milano) |

|               |           |                    |
| P. Pulici 61’ | Marcatori | 71’ (aut.) Mozzini |

### Coppa Italia

#### Primo turno
| Cesena 27 agosto 1975 1ª giornata | Cesena           | 0 – 0 | Napoli | Stadio La Fiorita\| Arbitro: \| Casarin (Milano) \| |
| Arbitro:                          | Casarin (Milano) |       |        |                                                     |

| Arbitro: | Moretto (San Donà di Piave) |

|                |           |                     |
| Lorenzetti 13’ | Marcatori | 38’, 57’ Bertarelli |

| 7 settembre 3ª giornata |  | – Turno di riposo |  |  |

| Arbitro: | Ciulli (Roma) |

|                     |           |  |
| G. Mariani 43’, 88’ | Marcatori |  |

| Arbitro: | Schena (Foggia) |

|  |           |             |
|  | Marcatori | 24’ Bittolo |

Classifica del Terzo Girone: Napoli e Cesena punti 7, Foggia punti 4, Reggiana e Palermo punti 1.

## Statistiche

### Statistiche di squadra
| Competizione | Punti | In casa | In casa | In casa | In casa | In casa | In casa | In trasferta | In trasferta | In trasferta | In trasferta | In trasferta | In trasferta | Totale | Totale | Totale | Totale | Totale | Totale | DR |
| Competizione | Punti | G       | V       | N       | P       | Gf      | Gs      | G            | V            | N            | P            | Gf           | Gs           | G      | V      | N      | P      | Gf     | Gs     | DR |
| ------------ | ----- | ------- | ------- | ------- | ------- | ------- | ------- | ------------ | ------------ | ------------ | ------------ | ------------ | ------------ | ------ | ------ | ------ | ------ | ------ | ------ | -- |
| Serie A      | 32    | 15      | 7       | 6       | 2       | 21      | 11      | 15           | 2            | 8            | 5            | 18           | 24           | 30     | 9      | 14     | 7      | 39     | 35     | +4 |
| Coppa Italia |       | 2       | 1       | 1       | 0       | 2       | 0       | 2            | 2            | 0            | 0            | 3            | 1            | 4      | 3      | 1      | 0      | 5      | 1      | +4 |
| Totale       | -     | 17      | 8       | 7       | 2       | 23      | 11      | 17           | 4            | 8            | 5            | 21           | 25           | 34     | 12     | 15     | 7      | 44     | 36     | +8 |

### Statistiche dei giocatori[3]
| Giocatore       | Serie A  | Serie A | Serie A     | Serie A    | Coppa Italia | Coppa Italia | Coppa Italia | Coppa Italia | Totale   | Totale | Totale      | Totale     |
| Giocatore       | Presenze | Reti    | Ammonizioni | Espulsioni | Presenze     | Reti         | Ammonizioni  | Espulsioni   | Presenze | Reti   | Ammonizioni | Espulsioni |
| --------------- | -------- | ------- | ----------- | ---------- | ------------ | ------------ | ------------ | ------------ | -------- | ------ | ----------- | ---------- |
| A. Bardin       | 4        | -3      | ?           | ?          | -            | -            | -            | -            | 4        | -3     | 0+          | 0+         |
| G. Bertarelli   | 19       | 5       | ?           | ?          | 4            | 2            | ?            | ?            | 23       | 7      | ?           | ?          |
| G. Bittolo      | 25       | 1       | ?           | ?          | 4            | 1            | ?            | ?            | 29       | 2      | ?           | ?          |
| L. Boranga      | 30       | -32     | ?           | ?          | 4            | -1           | ?            | ?            | 34       | -33    | ?           | ?          |
| G. Ceccarelli   | 25       | 3       | ?           | ?          | 4            | 0            | ?            | ?            | 29       | 3      | ?           | ?          |
| P. Cera         | 29       | 0       | ?           | ?          | 4            | 0            | ?            | ?            | 33       | 0      | ?           | ?          |
| L. Danova       | 30       | 1       | ?           | ?          | 4            | 0            | ?            | ?            | 34       | 1      | ?           | ?          |
| G. De Ponti     | 9        | 2       | ?           | ?          | -            | -            | -            | -            | 9        | 2      | 0+          | 0+         |
| B. Festa        | 18       | 2       | ?           | ?          | 4            | 0            | ?            | ?            | 22       | 2      | ?           | ?          |
| M. Frustalupi   | 30       | 7       | ?           | ?          | 4            | 0            | ?            | ?            | 34       | 7      | ?           | ?          |
| G. Mariani      | 14       | 0       | ?           | ?          | 4            | 2            | ?            | ?            | 18       | 2      | ?           | ?          |
| G. Oddi         | 30       | 0       | ?           | ?          | 4            | 0            | ?            | ?            | 34       | 0      | ?           | ?          |
| I. Perissinotto | 1        | 0       | ?           | ?          | 1            | 0            | ?            | ?            | 2        | 0      | ?           | ?          |
| S. Petrini      | 11       | 1       | ?           | ?          | 2            | 0            | ?            | ?            | 13       | 1      | ?           | ?          |
| G. Rognoni      | 29       | 2       | ?           | ?          | 4            | 0            | ?            | ?            | 33       | 2      | ?           | ?          |
| G. Urban        | 24       | 8       | ?           | ?          | 1            | 0            | ?            | ?            | 25       | 8      | ?           | ?          |
| G. Valentini    | 4        | 0       | ?           | ?          | ?            | ?            | ?            | ?            | 4+       | 0+     | ?           | ?          |
| G. Zaniboni     | 1        | 0       | ?           | ?          | 1            | 0            | ?            | ?            | 2        | 0      | ?           | ?          |
| S. Zuccheri     | 21       | 4       | ?           | ?          | -            | -            | -            | -            | 21       | 4      | 0+          | 0+         |